# روی هاگینز
روی هاگینز (انگلیسی: Roy Huggins؛ ۱۸ ژوئیهٔ ۱۹۱۴ – ۳ آوریل ۲۰۰۲) رمان‌نویس، تهیه‌کننده فیلم و تلویزیون و فیلم‌نامه‌نویس آمریکایی بود.

## گزیده فیلمشناسی
از فیلم‌ها یا مجموعه‌های تلویزیونی که وی در آن‌ها نقش داشته‌است می‌توان به یک میلیون جرینگی، ویرجینیایی، کارآگاه راکفورد، ماوریک، ایستگاه اتوبوس، فراری و مجرم اشاره نمود.

## جوایز
او برندهٔ جوایزی همچون «چکمهٔ زرین»، «گلدن لورل» و جایزهٔ انجمن تهیه‌کنندگان آمریکا شده بود.